# Інгульська культура
Інгульська культура, Інгульська катакомбна культура — археологічна культура бронзової доби. Складала західну частину катакомної культурної спільноти.
Культура виділена Олімпіадою Шапошниковою у 1977 році.
Характерна високим розвитком скотарства, присутня землеобробка, а також якісні вироби з каменю, шкіри, дерева, глини.

## Поширення
Ядро культури знаходилося у степовому міжріччі Інгула та Богу, звідкіля вона поширилася у інші краї.
Культура просунулась на: південь Кіровоградської області, частково у Молдову й Задунав'я, (Добруджа), лісостеп Побужжя (тут зливалася з середньодніпровської культурою), степовий Крим (тут важко знайти чисті Інгульські пам'ятки), міжріччя Орелі й Самари, сточище річки Молочна.
У бузько-інгульському міжріччі нараховується понад 1000 підкурганних поховань. Превалюють поховання у катакомбах з округлими шахтами та овальними камерами.
Культура підрозділяється на 2 фази: ранню та пізню.

## Вироби
Типові яйцеподібні глеки, що типові для усіх катакомбних культур й близькі до глеків пізньої доби ямної культури.
Присутній амфорний посуд. Багато рис у посуді походять від трипільської культури й деякі від дніпро-донецької.
Присутні сокири-молотки.
На пізньому етапі поширюється торгівля з пізньоямною, північнокавказькою, донецькою катакомбною, середньодінською, маницькою, шнурової кераміки, самотніх поховань тощо.